# Elisabeth Röhm
Elisabeth Röhm ([eˈliːzabɛt ˈʁøːm] Düsseldorf, 28 de abril de 1973) es una actriz germano-estadounidense, más conocida por haber interpretado a Serena Southerlyn en la serie Law & Order y a Kate Lockley en la serie Ángel.

## Biografía
Elisabeth es hija de Eberhard Röhm (un abogado corporativo y socio en "Duane Morris") y de Lisa Loverde (una guionista estadounidense). Al año de edad se mudó con su familia a Nueva York.
En 2000 se comprometió con el director Austin Smithard, pero la relación terminó. En 2003 se comprometió con el reportero Dan Abrams, pero la relación terminó en 2005. En 2005 comenzó a salir con el empresario Ron Anthony Wooster, la pareja se comprometió en agosto de 2007 y tienen una hija, Easton August Anthony Wooster (11 de abril de 2008).

## Carrera
En 1997 apareció en un comercial para la televisión de "O.B". En 1999 se unió a la serie Ángel, donde dio vida al detective de la policía de Los Ángeles y cazadora de vampiros Kate Lockley hasta 2001.
En 2001 se unió al elenco principal de la popular serie policíaca Law & Order, donde interpretó a la asistente del Fiscal de Distrito Serena Southerlyn hasta 2005. Por su actuación Elisabeth recibió dos nominaciones a los premios SAG. En 2005 interpretó a la agente Janet McKaren en la película Miss Congeniality 2: Armed and Fabulous. En 2006 apareció en la película Amber's Story, donde interpretó a Donna Whitson. En 2009 apareció como invitada en la cuarta temporada de la serie Heroes, donde interpretó a Lauren Gilmore hasta 2010. Ese mismo año apareció como invitada en la segunda temporada de la serie 90210, donde interpretó a Bitsy Epstein durante el episodio "To New Beginnings!".
En 2011 apareció en la película A Christmas Kiss, donde interpretó a Priscilla Hall. Ese mismo año apareció en la película Abduction, donde interpretó a Lorna Elizabeth Price. En 2012 se unió al elenco recurrente de la serie The Client List, donde interpretó a Taylor Berkhalter hasta el final de la serie en 2013. Ese mismo año apareció en la película Transit, donde dio vida a Robyn Seedwell. En 2013 se unió al elenco de la película American Hustle, donde interpretó a Dolly Polito. En 2014 se unió al elenco recurrente de la segunda temporada de la serie Beauty and the Beast, donde interpretó a Dana Landon. Ese mismo año se unió al elenco principal de la serie Stalker, donde interpretó a la fiscal de distrito Amanda Taylor hasta el final de la serie en 2015. En 2015 apareció en la película Joy, donde interpretó a Peggy. En 2016 se unió al elenco recurrente de la tercera temporada de la serie The Last Ship, donde interpretó a la villana Allison Shaw hasta el último episodio de la tercera temporada en 2016. El 1 de noviembre de 2016, se anunció que Elisabeth se había unido al elenco del drama Wish Upon. A finales de mes se anunció que Elisabeth se había unido como elenco recurrente de la tercera temporada de la serie Jane the Virgin, donde daría vida a Eileen.

## Filmografía

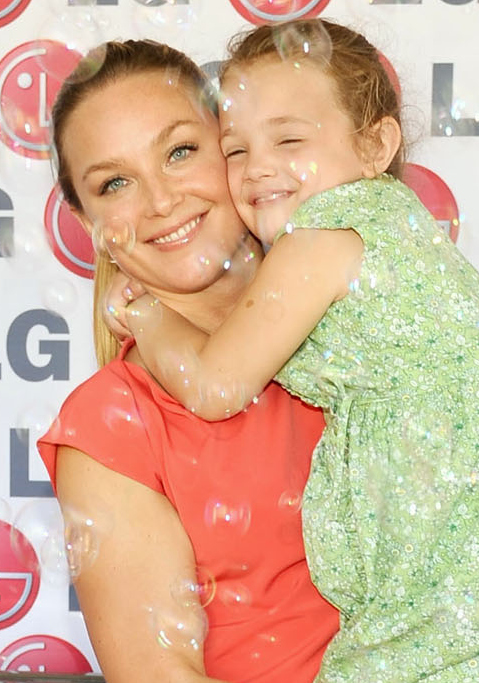
Elisabeth en 2012.

### Series de televisión
| Año         | Serie                      | Personaje                | Notas                                 |
| ----------- | -------------------------- | ------------------------ | ------------------------------------- |
| 1997 - 1999 | One Life to Live           | Dorothy Hayes            | —                                     |
| 1998        | Fantasy Island             | Cindy                    | episodio "We're Not Worthy"           |
| 1999        | Turks                      | Marla                    | episodio "Live, Love, Lose and Learn" |
| 1999        | Eureka Street              | Max                      | 4 episodios - miniserie               |
| 1999 - 2001 | Angel                      | Det. Kate Lockley        | 15 episodios                          |
| 2000 - 2001 | Bull                       | Alison Jeffers           | 20 episodios                          |
| 2001 - 2005 | Law & Order                | A.D.A. Serena Southerlyn | 85 episodios                          |
| 2007        | Masters of Science Fiction | Teniente Granger         | episodio "The Awakening" - miniserie  |
| 2007        | Big Shots                  | Alex Mason               | 3 episodios                           |
| 2008        | The Mentalist              | Sophie Miller            | episodio "Red Brick and Ivy"          |
| 2009        | 90210                      | Bitsy Epstein            | episodio "To New Beginnings!"         |
| 2009 - 2010 | Heroes                     | Lauren Gilmore           | 8 episodios                           |
| 2012        | CSI: Miami                 | Jill Ferris              | episodio "Terminal Velocity"          |
| 2012 - 2013 | The Client List            | Taylor Berkhalter        | 13 episodios                          |
| 2014        | Beauty and the Beast       | Dana Landon              | 4 episodios                           |
| 2014 - 2015 | Stalker                    | Amanda Taylor            | 20 episodios                          |
| 2016        | The Last Ship              | Allison Shaw             | 13 episodios                          |
| 2017 - 2019 | Jane the Virgin            | Eileen                   | 6 episodios                           |

#### Apariciones
| Año         | Programa              | Notas |
| ----------- | --------------------- | --- |
| 2001        | The Test              | episodio "The Give or Take Test" - panelista invitada                                                        |
| 2004 - 2006 | The Tony Danza Show   | 4 episodios                                                                                                  |
| 2011        | The Evolution of Talk | presentadora                                                                                                 |
| 2013        | Marie                 | documental                                                                                                   |
| 2013 - 2014 | Good Day L.A.         | 3 episodios                                                                                                  |
| 2014        | Hell's Kitchen        | episodio "16 Chefs Compete"                                                                                  |
| 2014        | The Talk              | episodio "Guest Co-Hostess Deborra-Lee Furness/Alex O'Loughlin & Scott Caan/Elisabeth Rohm/Lilliana Vazquez" |

### Películas
| Año  | Título                                  | Personaje          | Notas |
| ---- | --------------------------------------- | ------------------ | --- |
| 1997 | Deconstructing Harry                    | -                  | junto a Woody Allen, Kirstie Alley, Bob Balaban, Eric Bogosian, Billy Crystal, Judy Davis y Jennifer Garner                      |
| 1998 | The Invisible Man                       | -                  | |
| 1999 | The '60s                                | Amanda Stone       | |
| 1999 | Puppet, Love and Mertz                  | Love               | cortometraje |
| 2004 | Push                                    | Samantha           | cortometraje |
| 2005 | Briar & Graves                          | Dr. Laurie Graves  | |
| 2005 | Miss Congeniality 2: Armed and Fabulous | Janet McKaren      | junto a Sandra Bullock, Regina King, William Shatner, Heather Burns, Enrique Murciano y Treat Williams                           |
| 2005 | FBI: Negotiator                         | Laura Martin       | |
| 2006 | Amber's Story                           | Donna Whitson      | junto a Sophie Hough, Jodelle Ferland, Nichole T. Timmons, Zak Ludwig, Tim Henry y Karen Austin                                  |
| 2007 | Ghost Image                             | Jennifer Zellan    | junto a Matthew del Negro, Stacey Dash, Waylon Payne y Roma Maffia                                                               |
| 2008 | The Kreutzer Sonata                     | Abigail            | junto a Danny Huston, Anjelica Huston, Annie Morgan, Daniel O'Meara y Matthew Yang King                                          |
| 2008 | San Saba                                | Leigh              | |
| 2009 | Desperate Escape                        | Brooke Harris      | |
| 2009 | The Whole Truth                         | Angela Masters     | |
| 2009 | Crimes of the Past                      | Josephine Sparrow  | |
| 2011 | Abduction                               | Lorna Price        | junto a Taylor Lautner, Lily Collins, Alfred Molina, Maria Bello, Sigourney Weaver y Jason Isaacs                                |
| 2011 | A Christmas Kiss                        | Priscilla Hall     | junto a Laura Breckenridge, Brendan Fehr, Jerrika Hinton y Laura Spencer                                                         |
| 2012 | Transit                                 | Robyn Seedwell     | junto a Jim Caviezel, Diora Baird, Sterling Knight, Jake Cherry, James Frain y Harold Perrineau                                  |
| 2012 | Lake Placid: The Final Chapter          | Sheriff Giove      | junto a Paul Nicholls, Yancy Butler, Poppy Lee Friar y Benedict Smith                                                            |
| 2013 | In the Dark                             | Ali                | |
| 2013 | Officer Down                            | Alexandra Callahan | |
| 2013 | Aftermath                               | Rebecca Fiorini    | |
| 2013 | Chlorine                                | Katherine          | |
| 2013 | Darkroom                                | Rachel             | |
| 2013 | Hidden Away                             | Lynn               | |
| 2013 | American Hustle                         | Dolly Polito       | junto a Christian Bale, Bradley Cooper, Amy Adams, Jeremy Renner y Jennifer Lawrence                                             |
| 2014 | Forget and Forgive                      | Det. Anna Walker   | |
| 2014 | Mega Shark Versus Mecha Shark           | Rosie Gray         | junto a Christopher Judge, Debbie Gibson, Matt Lagan y Paul Anderson                                                             |
| 2014 | Finding Happiness                       | Juliet Palmer      | |
| 2014 | A Christmas Kiss II                     | Priscilla Hall     | junto a Elisabeth Harnois, Adam Mayfield, Jonathan Bennett, Lola Glaudini y Celesta Hodge                                        |
| 2015 | Reluctant Nanny                         | Louisa Lee         | |
| 2015 | Rivers 9                                | Grace Rivers       | |
| 2015 | Minkow                                  | Lisa Minkow        | |
| 2015 | Guilt by Association                    | Bailey Keller      | |
| 2015 | Everlasting                             | Madre de Jessie    | |
| 2015 | Joy                                     | Peggy Mangano      | junto a Jennifer Lawrence, Édgar Ramírez, Robert De Niro, Isabella Rossellini y Virginia Madsen                                  |
| 2015 | Polaris                                 | Christine          | |
| 2016 | Love is all you need?                   | Reverenda Rachel   | junto a Emily Osment, Briana Evigan, Tyler Blackburn, Jeremy Sisto, Ana Ortiz y Leonard Roberts                                  |
| 2016 | Trafficked                              | Rachel Anderson    | |
| 2016 | Blood Father                            | Ursula             | |
| 2016 | Scales                                  | Tiffany            | junto a Emmy Perry, Morgan Fairchild, Jack Grazer, Nikki Hahn y Sterling Sulieman                                                |
| 2016 | Going Under                             | Anne Phillips      | junto a Jason Momoa, Bruce Willis, Famke Janssen, John Goodman y Adam Goldberg                                                   |
| 2017 | 7 deseos                                | —                  | junto a Ryan Phillippe, Joey King y Shannon Purser                                                                               |
| 2019 | Blood on Her Name                       | Dani Wilson        | junto a Bethany Anne Lind y Will Patton                                                                                          |
| 2019 | Fair and Balanced                       | Martha MacCallum   | junto a Charlize Theron, Nicole Kidman, Margot Robbie, Kate McKinnon, Allison Janney, Alice Eve, Malcolm McDowell y John Lithgow |

### Videojuegos
| Año  | Título                            | Personaje                | Notas                           |
| ---- | --------------------------------- | ------------------------ | ------------------------------- |
| 2002 | Law & Order: Dead on the Money    | A.D.A. Serena Southerlyn | prestó su voz para el personaje |
| 2003 | Law & Order II: Double or Nothing | A.D.A. Serena Southerlyn | prestó su voz para el personaje |
| 2004 | Law & Order: Justice Is Served    | A.D.A. Serena Southerlyn | prestó su voz para el personaje |

## Premios y nominaciones
| Año  | Categoría                                                | Premio                    | Películas/Series | Resultado |
| ---- | -------------------------------------------------------- | ------------------------- | ---------------- | --------- |
| 2002 | Outstanding Performance by an Ensemble in a Drama Series | Screen Actors Guild Award | Law & Order      | Nominados |
| 2004 | Outstanding Performance by an Ensemble in a Drama Series | Screen Actors Guild Award | Law & Order      | Nominados |
| 2013 | Best Ensemble                                            | NYFCO Award               | American Hustle  | Nominados |
| 2014 | Outstanding Performance by a Cast in a Motion Picture    | Screen Actors Guild Award | American Hustle  | Nominados |
| 2014 | Best Ensemble                                            | COFCA Award               | American Hustle  | Nominados |